# Gromada Tąpkowice
Gromada Tąpkowice war eine Verwaltungseinheit in der Volksrepublik Polen zwischen 1954 und 1972. Verwaltet wurde die Gromada vom Gromadzka Rada Narodowa dessen Sitz in Tąpkowice befand und aus 15 Mitgliedern bestand.
Die Gromada Tąpkowice gehörte zum Powiat Będziński in der Woiwodschaft Katowice (damals Stalinogród) sie wurde gebildet aus der bisherigen Gromadas Tąpkowice und Niezdara und Ossy der aufgelösten Gemeinde Sączów. Am 1. Januar 1957 wurde die Gromada dem Powiat Tarnogórski zugeordnet. Mit der Gemeindereform von 1972 wurde die Gromada zum 1. Januar 1973 aufgelöst und der Ort Tąpkowice kam zur Gmina Tąpkowice.
1. ↑  Gromadas bestanden auch nach dem Zweiten Weltkrieg als Hilfseinheit der Gemeinden.